# Ferrisaurus sustutensis
Ferrisaurus sustutensis es la única especie conocida del género extinto Ferrisaurus de dinosaurio ceratopsiano leptoceratópsido, que vivió a finales del período Cretácico, hace aproximadamente 70 y 68 millones de años, en el Maastrichtiense, en lo que es hoy Norteamérica.

## Descripción
El holotipo de Ferrisaurus es un animal pequeño, cuya longitud se estima en 1,75 metros. Según un comunicado de prensa, esto correspondería a un peso de 150 kilogramos. Ferrisaurus era un herbívoro. La cuenca donde se encontró el animal ya estaba rodeada de altas cadenas montañosas y parece confirmar la hipótesis de que los leptoceratópsidos eran habitantes de llanuras altas, lo que puede explicar su relativa rareza como fósiles. En ese momento, la cuenca estaba mucho más al sur, a 48° latitud norte, lo que haría de Ferrisaurus el leptoceratópsido más grande conocido en Laramidia. Sus familiares de la época del Maastrichtiense son Montanoceratops y Leptoceratops.
Los descriptores pudieron identificar algunas características distintivas. En el tercer y cuarto dedo, la penúltima falange tiene aproximadamente la misma longitud que la falange anterior, en lugar de ser más corta como en sus parientes cercanos a excepción de Cerasinops. El astrágalo y tibia están fusionados a diferencia de los demás leptoceratópsidos, con la excepción de Montanoceratops. El extremo distal del cúbito es más ancho en relación con la longitud del radio que en Leptoceratops. El extremo inferior del codo está doblado hacia adentro en lugar de ser recto. El extremo distal del cúbito arqueado medialmente, a diferencia del cúbito recto de los taxones contemporáneos del Maastrichtiense Leptoceratops y Montanoceratops, pero es similar a Cerasinops y a Prenoceratops del Campaniense.
El coracoides, que no se identificó en 2008, el borde de ataque es relativamente recto. El borde frontal y borde superior del omóplato, cuya sección central se consideró una costilla en 2008, es, por el contrario, notablemente cóncava.

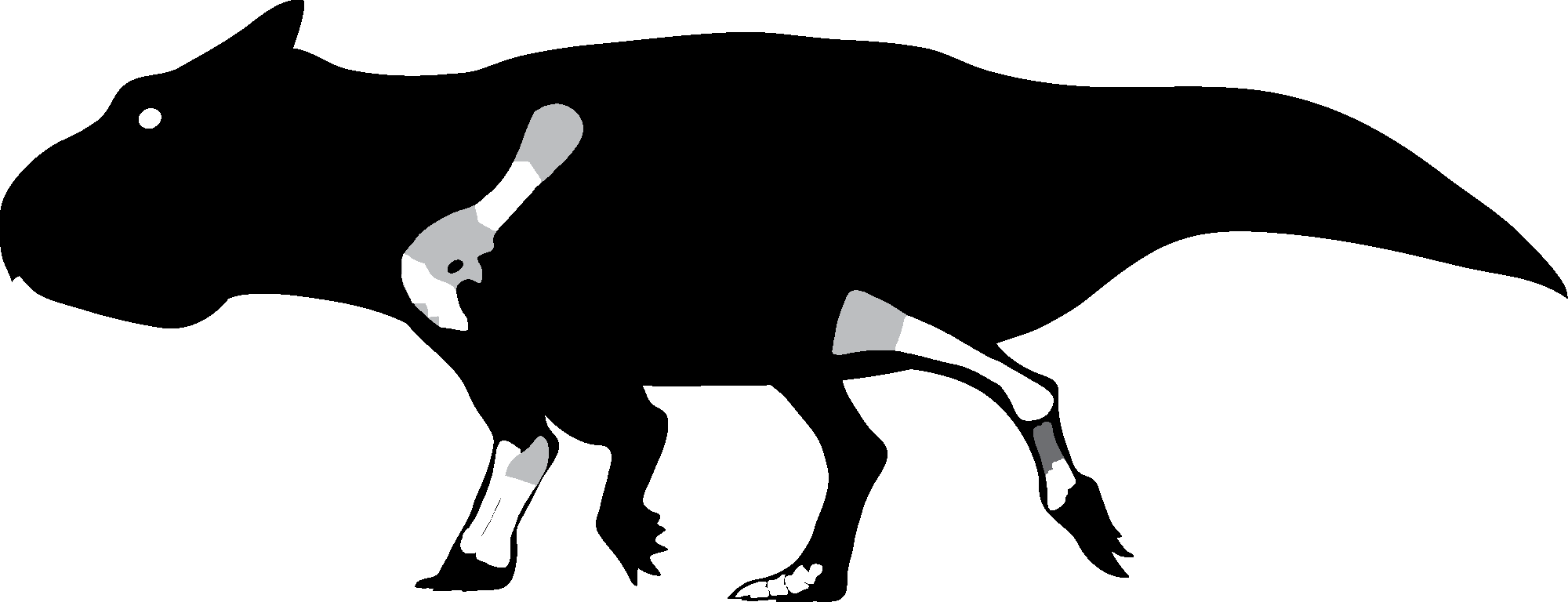
Restauración esquelética del holotipo

El hueso del radio mide 135 milímetros de largo. La superficie superior es relativamente plana y el eje carece de una protuberancia clara en el medio. El tubo del cúbito, que se consideraba un húmero en 2008, debería haber tenido entre 17 y 18 centímetros de largo en relación con el hueso del radio. La pieza preservada, sin embargo, sugiere una constitución más robusta, de quince a diecisiete centímetros de longitud. El extremo inferior es plano, ligeramente ensanchado y doblado hacia adentro. Cerasinops y Prenoceratops también muestran tal arco.
La longitud de la tibia se estima entre 31 y 33 centímetros. Visto desde el interior o el exterior, la parte inferior tiene un perfil triangular porque los maléolos, los postes de las piernas que conducen al lóbulo articular, se extienden. Este perfil es único para los leptoceratópsidos, pero no se incluyó en el diagnóstico. En vista frontal o posterior, el eje es recto, sin torcedura.

## Descubrimiento e investigación
En 1971 se construyó un ferrocarril a lo largo del río Sustut en Columbia Británica, la línea BC Rail. El geólogo Kenny F. Larsen, quien estaba buscando uranio con un contador geiger, encontró algunos huesos de un pequeño dinosaurio en una represa a unos cientos de metros de la confluencia de Sustut con Birdflat Creek. Estos tenían un nivel de radiación más alto que la otra roca. Donó los fósiles en 2004 a la Universidad Dalhousie y en 2007 se agregaron a la colección del Museo Real de Columbia Británica. Un estudio de 2008 concluyó que era un miembro bípedo inequívoco de Neornithischia, posiblemente perteneciente a los Pachycephalosauria o los Euornithopoda. El espécimen fue apodado "Buster". El sitio original fue redescubierto en 2017; una nueva investigación inspirada en esto llevó a la conclusión de que era una especie desconocida, un animal de cuatro patas que era pariente de Leptoceratops.

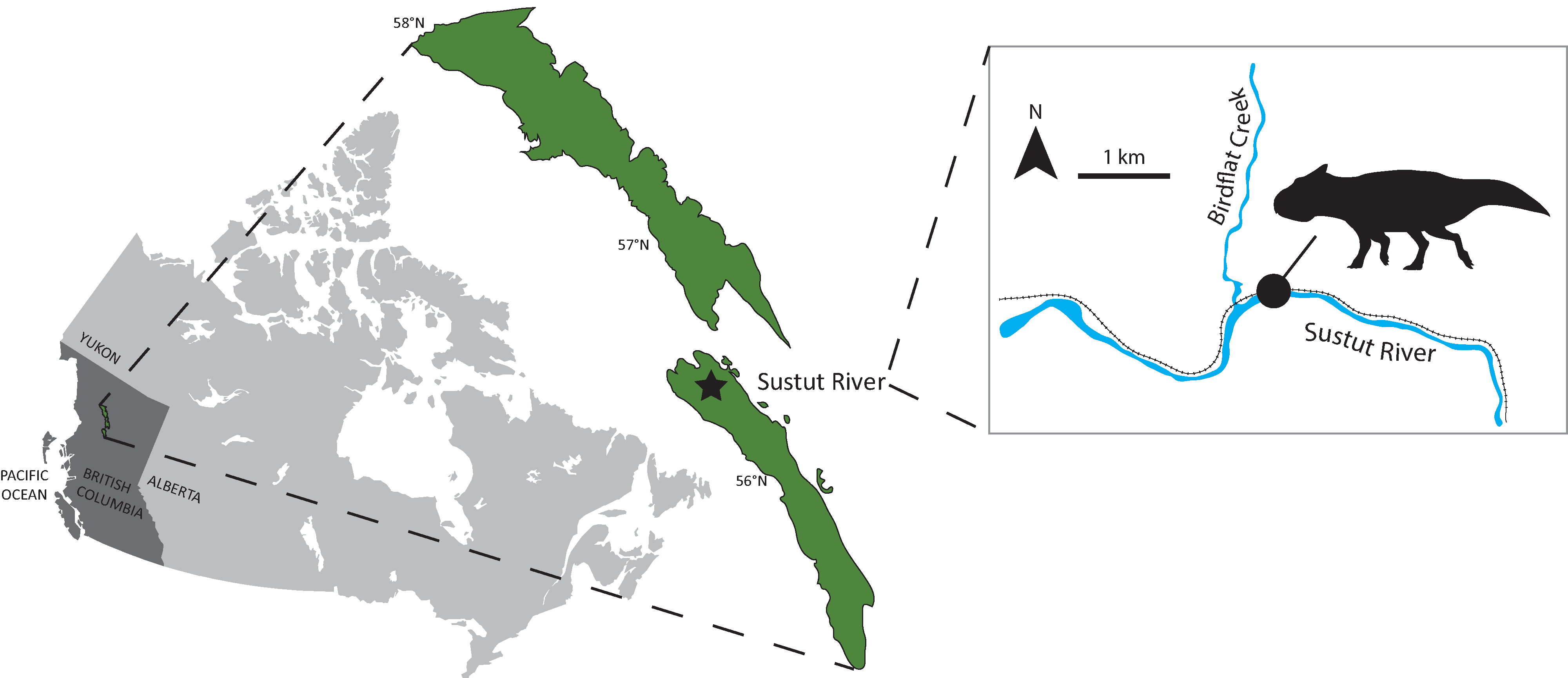
Procedencia del espécimen holotipo de Ferrisaurus

En 2019 fue la especie tipo Ferrisaurus sustutensis fue nombrada y descrita por Victoria Arbour y David Christopher Evans. El nombre del género se deriva del latín ferrum, "hierro", una referencia al ferrocarril. La designación de especie se refiere al origen en el río Sustut. Debido a que el nombre fue publicado en una revista electrónica , los Identificadores de Ciencias de la Vida son obligatorios para su validez. Estos son 8430CA06-567E-45A6-B91E-19E51502369E para el género y A7F4267C-8CC6-49B6-8E52-2C2148929B14 para la especie.
El holotipo, RBCM P900, anteriormente RBCM.EH2006.019, se encontró en el depósito Tatlatui de la Formación Tango Creek que data de finales de Maastrichtiense, entre 68,2 y 67,2 millones de años. En 2008 se pensó que era la formación Brothers Peak, más antigua. Consiste en un esqueleto parcial sin cráneo. Incluye el coracoide derecho parcial, una escápula izquierda fragmentaria, radio izquierdo completo, porción distal del cúbito izquierdo, dos tercios distales asociados de la tibia y el peroné izquierdos y el astrágalo y el calcáneo co-osificados, dígitos articulados parciales III y IV del pie derecho y un bloque no preparado eliminado de la superficie posterior de la tibia que parece contener cuatro metatarsianos, presumiblemente del pie izquierdo. Probablemente el esqueleto estaba conectado originalmente y el trabajo de excavación lo rompió y dispersó. La edad al momento de la muerte del individuo es incierta. El tamaño pequeño podría indicar que es un animal joven, pero esto se contradice con la fusión del astralago con el calcáneo.

## Clasificación
Ferrisaurus se colocó dentro de Ceratopsia en Leptoceratopsidae. Esta ubicación no fue el resultado de un análisis cladístico. En cambio, los autores lo concluyeron sobre la base de una comparación anatómica cualitativa. Las partes articuladas de los dedos de los pies y sus garras puntiagudas parecían demostrar que no era un juvenil de ningún miembro de los Ceratopsidae. Las patas de los dedos son más robustas y más cortas que los de los euornitópodos y paquicefalosaurios típicos de la época. Sus superficies articulares también son algo puntiagudas en la parte superior.
Una vez que se llegó a la conclusión de que se trataba de una leptoceratópsido, las características de la especie se ingresaron en una matriz de datos para Ceratopsia. Ferrisaurus terminó como parte de una gran politomía o incertidumbre sobre sus relaciones evolutivas precisas, como consecuencia de la naturaleza fragmentaria de los restos encontrados.